# 間宮士信
間宮 士信（まみや ことのぶ、安永6年（1777年） - 天保12年7月24日（1841年9月9日））は、江戸時代後期の江戸幕府旗本（御書院番）・地理学者。初名は信民。号は白水。通称は初め総次郎であったが、父間宮公信の死後にその名を継いで庄五郎と名乗った。母は清水氏。江戸出身。間宮綱信の長男間宮正重の子孫。

## 人物
22歳の時、父の死によって家督を継ぐ。松平定信の主導した寛政の改革における文教政策振興に伴い、文化7年（1810年）、大学頭林述斎によって昌平坂学問所内に諸国の地誌編纂、それらを素材した「日本総志」の編纂を目的とした地誌取調所が設置された際に一員となる。『新編武蔵風土記稿』『新編相模国風土記稿』の編纂に参加した。
この功によって2年後に頭取、文政2年（1819年）には最高責任者である総裁に就任した。天保元年（1830年）に21年の歳月をかけて『新編武蔵風土記稿』を完成させた他、『小田原編年録』、諸国地誌の解題目録である『編脩地誌備用典籍解題』、『古今感状集』など多くの著作を著した。
一連の功績により、天保2年（1831年）には、従来の西丸小姓組二番組から同三番組に移されてその与頭に抜擢された。
間宮家の墓所は上野谷中の長明寺であるが、士信は遺言によって所領内にある下総国千葉郡高津村（現在の千葉県八千代市）の観音寺に葬られた。